# Kjeller

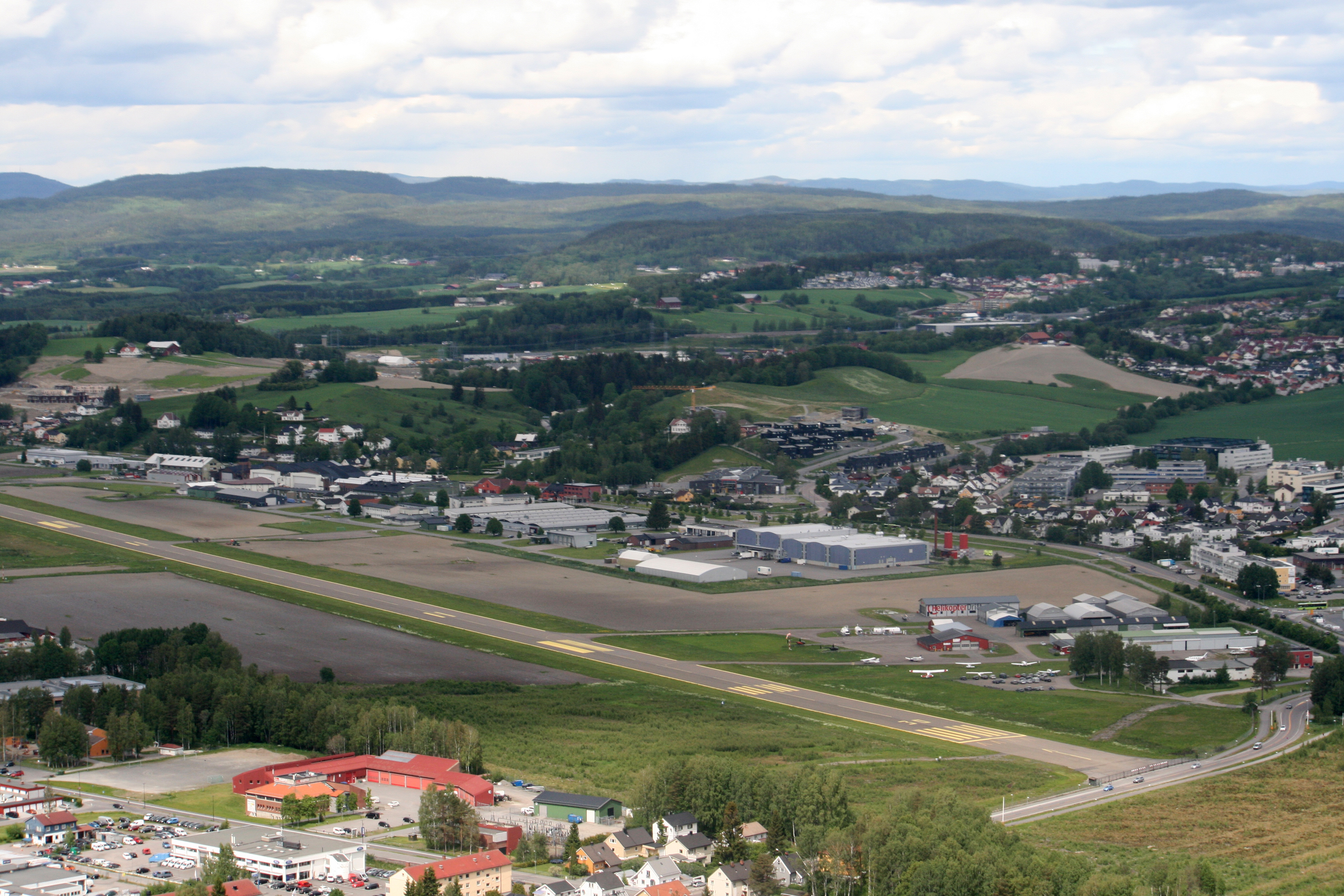
Kjeller (2015)

Kjeller ist eine norwegische Ortschaft, etwa 20 km östlich der Hauptstadt Oslo gelegen. Sie gehört zur Provinz Akershus und zur Kommune Lillestrøm.

## Forschungszentren
In Kjeller sind in unmittelbarer Nachbarschaft einige der wichtigsten norwegischen Forschungsinstitute versammelt. Das Forschungsinstitut des norwegischen Militärs Forsvarets forskningsinstitutt (FFO), das Institutt for energiteknikk (IFE), das Forschungsinstitut des Telekom Unternehmens Telenor Telenor Forskning og Utvikling (TFoU), das Institut zur Erforschung von Luftverunreinigung Norsk institutt for luftforskning (NILU) und die Hochschule Akershus.

### Joint Establishment for Nuclear Energy Research
In Kjeller befand sich das ehemalige holländisch-norwegische Nuklearforschungsprogramm Joint Establishment for Nuclear Energy Research (JENER). Die beiden Länder bauten gemeinsam den Forschungsreaktor Joint Establishment Experimental Pile (JEEP) auf. JEEP I wurde im Jahr 1951 kritisch, später folgte JEEP II, der dann dem Institutt for Energiteknikk (IFE) zugeordnet wurde.